# Floastad (naturreservat)
Floastad är ett naturreservat i Hallands län, belägen vid byn Floastad i Svartrå socken i Falkenbergs kommun.
Naturreservatet, inrättat 2009, omfattar sammanlagt ca 40 hektar består av några kullar med främst bergek. Berggrunden i kullarna har inslag av grönsten, vilket har resulterat i att flera mer krävande kärlväxter kunnat etablera sig. Här växer även mindre inslag av bok, hassel, lind och svart trolldruva. I området finns ett 15-tal rödlistade- och signalarter.
Områdets kärna hör till byn Floastad som fram till 1787 var ett frälsehemman, vilket inneburit att ekskogen förblev relativt fredad. Även Kogstorp och Svartrå by har fått släppa till mark till reservatet.
Inom reservatet ligger från öster till väster kullarna Bonnabjär, Långåsen (båda 100 m ö.h.), Harakullen (85 m ö.h.) och Skrabbabjär (på tidigare kartor kallat ”Uvbjär”) samt mossimpedimentet Uvbjärsmôse.
Bland annat kan man nedanför branterna på reservatets högsta punkt, Skrabbabjär (105 m ö.h.), under våren se en myckenhet blommande blåsippor som gynnas av kalkförekomsten från den basiska berggrunden.